# 4442 Ґарсіа
4442 Ґарсіа (4442 Garcia) — астероїд головного поясу, відкритий 14 вересня 1985 року.
Тіссеранів параметр щодо Юпітера — 3,154.